# Moreno Moser
Moreno Moser (Trento, 25 de diciembre de 1990) es un ciclista italiano que fue profesional entre 2012 y mayo de 2019.
Compitió por el Cannondale, equipo en el que se convirtió en profesional en 2012 cuando se denominaba Liquigas-Cannondale hasta 2014. En mayo de 2019 anunció su retirada tras militar los últimos meses de su carrera en el Nippo-Vini Fantini-Faizanè.

## Biografía
Es el sobrino de Enzo, Aldo y Francesco Moser, todos antiguos ciclistas profesionales. Francesco Moser fue campeón del mundo en 1977 y vencedor de tres París-Roubaix y del Giro de Italia 1984. El padre de Moreno Moser, Diego, sus hermanos Leonardo y Matteo y su primo Ignazio son también corredores.
En categoría juniors, Moreno Moser corrió para el U.S. Montecorona. Se unió en seguida al Arvedi Lucchini Unidelta en amateur. Fichó por el equipo profesional Liquigas-Cannondale durante el verano de 2011, estando a prueba. Pasó al profesionalismo al año siguiente, firmando un contrato por dos años. Moreno Moser consiguió su primera victoria como profesional el 18 de febrero de 2012 ganando el Trofeo Laigueglia.

## Palmarés
2011
- Giro del Medio Brenta
- Trofeo Gianfranco Bianchin

2012
- Trofeo Laigueglia
- Gran Premio de Fráncfort
- 3.º en el Campeonato de Italia en Ruta
- Tour de Polonia, más 2 etapas

2013
- Strade Bianche

2015
- 2.º en el Campeonato de Italia Contrarreloj
- 1 etapa de la Vuelta a Austria

2016
- 3.º en el Campeonato de Italia Contrarreloj
- 3.º en el Campeonato Europeo Contrarreloj

2018
- Trofeo Laigueglia

## Resultados en Grandes Vueltas y Campeonatos del Mundo
| Carrera              | Carrera              | 2012 | 2013 | 2014  | 2015 | 2016 | 2017 | 2018 |
| -------------------- | -------------------- | ---- | ---- | ----- | ---- | ---- | ---- | ---- |
|                      | Giro de Italia       | —    | —    | 120.º | —    | 41.º | —    | —    |
|                      | Tour de Francia      | —    | 94.º | —     | —    | —    | —    | —    |
|                      | Vuelta a España      | —    | —    | —     | 72.º | 72.º | —    | —    |
| Mundial en Ruta      | Mundial en Ruta      | 74.º | —    | —     | —    | —    | —    | —    |
| Mundial Contrarreloj | Mundial Contrarreloj | —    | —    | —     | 10.º | —    | —    | —    |

—: no participa

Ab.: abandono

## Equipos
- Liquigas/Cannondale (2012-2014)
  - Liquigas-Cannondale (2012)
  - Cannondale Pro Cycling (2013)
  - Cannondale (2014)
- Cannondale (2015-2016)
  - Team Cannondale-Garmin (2015)
  - Cannondale Pro Cycling Team (2016)
- Astana Pro Team (2017-2018)
- Nippo-Vini Fantini-Faizanè[4] (2019)[5]